# Ravenna (Texas)
Ravenna è un comune (city) degli Stati Uniti d'America della contea di Fannin nello Stato del Texas. La popolazione era di 209 abitanti al censimento del 2010.

## Geografia fisica
Ravenna è situata a 33°40′18″N 96°14′30″W (33.671759, -96.241773).
Secondo lo United States Census Bureau, la città ha una superficie totale di 3,12 km², dei quali 3,12 km² di territorio e 0 km² di acque interne (0% del totale).
Si trova a 9 miglia (14 km) a nord-ovest di Bonham, il capoluogo di contea, a 14 miglia (23 km) a nord-est di Bells e a 5 miglia (8 km) a sud-est del Red River, al confine con l'Oklahoma.

## Società

### Evoluzione demografica
Secondo il censimento del 2010, la popolazione era di 209 abitanti.

### Etnie e minoranze straniere
Secondo il censimento del 2010, la composizione etnica della città era formata dal 93,3% di bianchi, lo 0,96% di afroamericani, l'1,44% di nativi americani, lo 0% di asiatici, lo 0% di oceanici, il 3,35% di altre razze, e lo 0,96% di due o più etnie. Ispanici o latinos di qualunque razza erano il 5,74% della popolazione.